# Beniamin Perelmuter

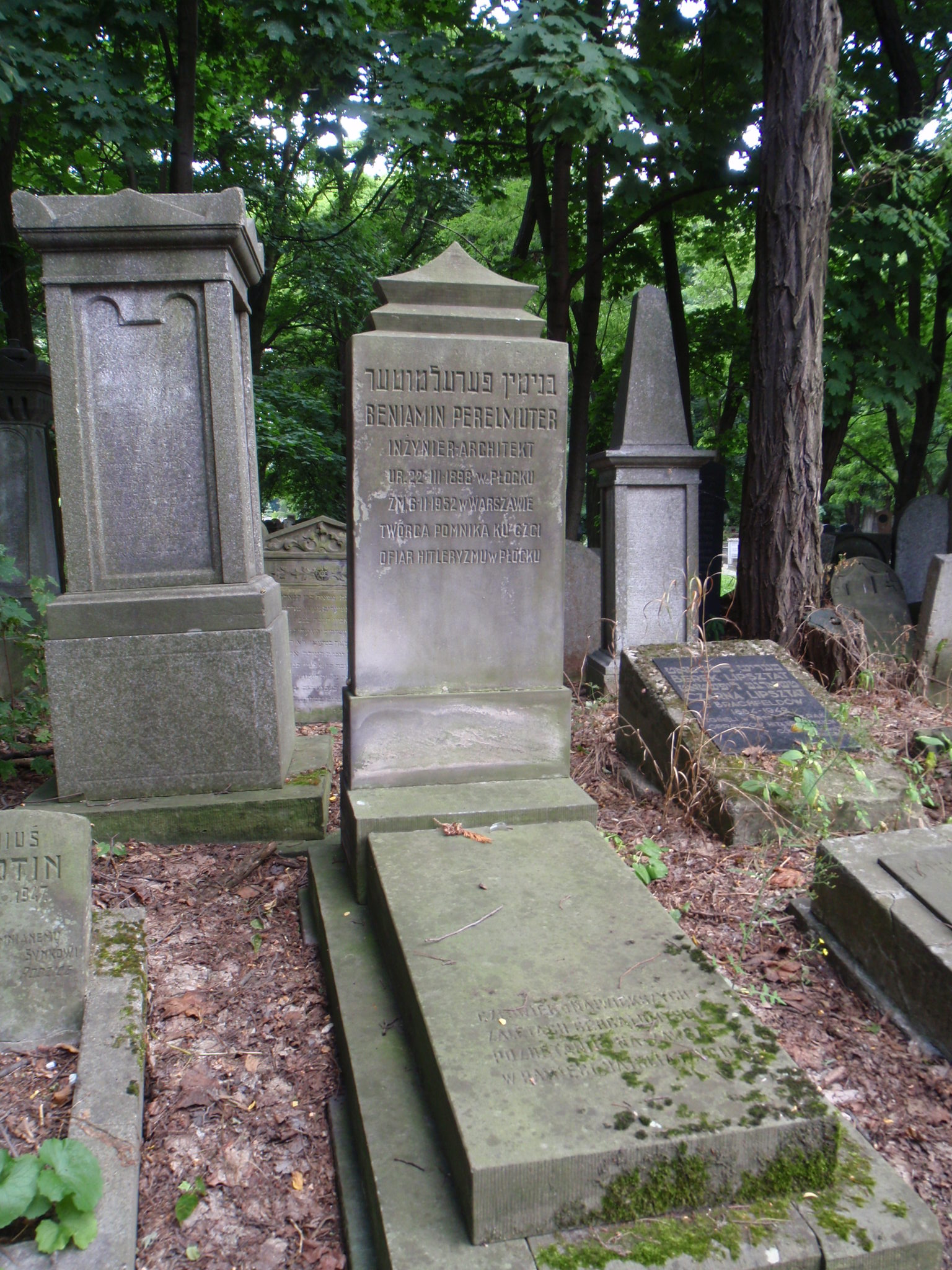
Grób Beniamina Perelmutera na cmentarzu żydowskim w Warszawie

Beniamin Perelmuter (ur. 22 marca 1898 w Płocku, zm. 6 lutego 1952 w Warszawie) – polski architekt i inżynier żydowskiego pochodzenia.

## Życiorys
Urodził się w Płocku w rodzinie żydowskiej. Tam ukończył szkołę podstawową i gimnazjum im. marszałka Małachowskiego. W 1919 zdał maturę i został powołany do wojska. W 1922 rozpoczął studia architektoniczne na Politechnice Warszawskiej, gdzie w 1931 otrzymał tytuł inżyniera-architekta. Tuż przed wybuchem II wojny światowej dostał powołanie do wojska. Podczas kampanii wrześniowej bronił Warszawy. Po kapitulacji miasta dostał się do niewoli i jako podporucznik Wojska Polskiego trafił do obozu jenieckiego w Dobiegniewie. 
Po zakończeniu wojny pracował przy odbudowie domów przy ulicy Wiejskiej w Warszawie oraz zakładów graficznych Dom Słowa Polskiego przy ulicy Miedzianej. Zaprojektował także pomnik Pamięci Żydów Płockich, który znajduje się na płockim cmentarzu żydowskim. Pod koniec życia był ciężko chory na gruźlicę; zastanawiał się nad emigracją do Izraela. Zmarł w Warszawie. Pochowany jest na cmentarzu żydowskim przy ulicy Okopowej (kwatera 9).